# Каракорум (град)
Вижте пояснителната страница за други значения на Каракорум.
Каракорум е столица на Монголската империя през 13 век, макар и само за 30 години. Руините му се намират в северозападния край на провинция Йовьорхангай в Монголия, близо до днешния град Хархорин и манастира Ердене Дзу. Те са част от горната част на културния пейзаж на долината Орхон, обявен за част от световното културно наследство от ЮНЕСКО.

## История
Оркхонската долина е била център на империята Хунну, Тюркски хаганат и Уйгурският хаганат. Близките планини Хангай са мястото на гоктюркския град Отукан, а уйгурската столица Орду Балък (Карабалгасун) се е намирала близо до мястото, на което е издигнат Каракорум. Тази област вероятно е сред най-древните земеделски области в Монголия. През 1218/1219 г. Чингис хан събира войските си за поход срещу Хорезъмската империя на място наречено Каракорум, но самото основаване на града се датира от 1220 г. До 1235 г. Каракорум изглежда е бил съставен от юрти, но след победата над империята на китайската династия Цзин Угедей хан издига стени около мястото и построява дворец.

### Благоденствие
Под управлението на Угедей и наследниците му Каракорум става голям център на световната политика. Мунке хан уголемява двореца и завършва голямата ступа (храм).

### Вилхелм де Рубрук
Францисканският мисионер от фламандски произход Вилхелм де Рубрук посещава Каракорум през 1254 г. като папски посланик при монголците. Той е оставил един от най-подробните, макар и не ласкателни, разкази за града. Сравнява неблагосклонно със селото Сен Дени близо до Париж и заявява, че манастирът в селото е десет пъти по-важен от двореца на хана. От друга страна описва града като много космополитен и място на религиозна толерантност, а сребърното дърво, което описва като част от двореца на Монгке се е превърнало в символ на Каракорум. Той твърди, че градът има четири порти по четирите посоки, два квартала с недвижими къщи, един за „сарацините“ и един за „катай“ (северните китайци) дванадесет езически храма, две джамии и несторианска църква.

### Гражданска война
Когато Кубилай хан се възкачва на трона на Монголската империя през 1260 г. той мести столицата в Шанду, а след това в Даду (Пекин). Каракорум се превръща в административен център на отдалечена и маловажна провинция. Последвалите граждански войни нанасят още по-сериозни удари на града. През 1260 г., докато воюва с брат си Арик Боке (Ариг Буга), който иска трона за себе си, Кубилай прекъсва зърнените доставки за Каракорум. През 1277 г. Хайду хан превзема града, но на следващата година и изхвърлен от войски на Кубилай и Баян от Барин. През 1298 – 1299 г. Улус Буке ограбва пазарите и хранилищата за зърно. Първата половина на 14 век обаче се превръща във втори период на благоденствие. През 1299 г. градът е разширен в източна посока, през 1311 г. и през 1342 – 1346 г. ступата (известна след 1346 г. като Павилион на издигането на Юен) е ремонтирана.

### Упадък
След рухването на монголската династия Юен през 1368 г. Каракорум става седалище на Билигту хан през 1370 г. През 1388 г. войски на китайската династия Мин водени от генерал Сю Да превземат и унищожават града. Според Ерденийн Тобчи от Саган Сечен на монголско събрание (Курултай) през 1415 г. е решено градът да бъде възстановен, но археологическите разкопки не са показали такова начинание. В началото на 16 век Бату Мунке (Даян хан) го прави отново своя столица. През следващите години градът е превзет поредно от ойрати и чингизиди и накрая е изоставен.

## Разкопки
През 1585 г. Абадай хан от Халха построява тибетския будистки манастир Ердене Дзу наблизо, за което се използват материали от руините на монголската столица. През 1889 г. Николай Ядринцев идентифицира мястото на някогашната монголска столица и открива Оркхонската писменост по време на експедицията. Първите разкопки са извършени от през 1933 – 1934 г. от Д. Букинич. След съветско-монголските разкопки от 1948 – 1949 г. Сергей Кисельов заключава, че е открил двореца на Угедей, но според немско-монголските разкопки от 2000 – 2004 г. Кисельов е открил голямата ступа, а не двореца.
Сред археологическите находки са павирани пътища, няколко тухлени и много кирпичени здания, системи за подово отопление, легла-печки, доказателства за обработка на мед, злато, сребро, желязо (включително железни главини на колелета), стъкло, скъпоценни камъни, кости и брезова кора, както и керамика и монети от Китай и Централна Азия. Открити са също четири пещи за изпичане на тухли.